# Pronoctua dubitata
Pronoctua dubitata är en fjärilsart som beskrevs av Mcdunnough 1933. Pronoctua dubitata ingår i släktet Pronoctua och familjen nattflyn. Inga underarter finns listade i Catalogue of Life.